# Dalhousiea
Dalhousiea es un género de plantas con flores  perteneciente a la familia Fabaceae. Comprende 6 especies descritas y de estas, solo 3 aceptadas.

## Taxonomía
El género fue descrito por Wall. ex Benth. y publicado en Commentationes de Leguminosarum Generibus 1, 5. 1837.

## Especies aceptadas
A continuación se brinda un listado de las especies del género Dalhousiea aceptadas hasta julio de 2014, ordenadas alfabéticamente. Para cada una se indica el nombre binomial seguido del autor, abreviado según las convenciones y usos.
- Dalhousiea africana S.Moore
- Dalhousiea bracteata (Roxb.) Benth.
- Dalhousiea paucisperma Griff.